# Sociedad Deportiva Villa Nador
Maillots
La Sociedad Deportiva Villa Nador (en arabe : جمعية فيلا الناظور الرياضية), plus couramment abrégé en SD Villa Nador, est un ancien club marocain de football fondé en 1941 et disparu en 1956 (après l'indépendance du pays), et basé dans la ville de Nador.

## Histoire
La Sociedad Deportiva de Villa Nador est un ancien club de football fondé en 1941 dans la ville de Nador, au nord du Maroc, à l'époque du protectorat espagnol dans cette région. Le club a disparu à la suite de l'indépendance du Maroc.
Le SD Villa Nador n'était pas le seul club qui représentait la province de Nador dans les compétitions de football du Maroc espagnol, il y avait aussi 3 autres grands clubs dans la ville : 
- Nador Fútbol club (fondé en 1933)
- Villa Nador Club de Fútbol  (fondé en 1942)
- Club Atletico Nadorense Villa Nador (fondé en 1943)

## Galerie

Carte du protectorat espagnol au nord du Maroc
Drapeau du Maroc espagnol